# PANK3
PANK3 (англ. Pantothenate kinase 3) – білок, який кодується однойменним геном, розташованим у людей на 5-й хромосомі. Довжина поліпептидного ланцюга білка становить 370 амінокислот, а молекулярна маса — 41 094.
| 10         |  | 20         |  | 30         |  | 40         |  | 50         |
| ---------- |  | ---------- |  | ---------- |  | ---------- |  | ---------- |
| MKIKDAKKPS |  | FPWFGMDIGG |  | TLVKLSYFEP |  | IDITAEEEQE |  | EVESLKSIRK |
| YLTSNVAYGS |  | TGIRDVHLEL |  | KDLTLFGRRG |  | NLHFIRFPTQ |  | DLPTFIQMGR |
| DKNFSTLQTV |  | LCATGGGAYK |  | FEKDFRTIGN |  | LHLHKLDELD |  | CLVKGLLYID |
| SVSFNGQAEC |  | YYFANASEPE |  | RCQKMPFNLD |  | DPYPLLVVNI |  | GSGVSILAVH |
| SKDNYKRVTG |  | TSLGGGTFLG |  | LCSLLTGCES |  | FEEALEMASK |  | GDSTQADKLV |
| RDIYGGDYER |  | FGLPGWAVAS |  | SFGNMIYKEK |  | RESVSKEDLA |  | RATLVTITNN |
| IGSVARMCAV |  | NEKINRVVFV |  | GNFLRVNTLS |  | MKLLAYALDY |  | WSKGQLKALF |
| LEHEGYFGAV |  | GALLGLPNFS |  |            |  |            |  |            |

A: Аланін

C: Цистеїн

D: Аспарагінова кислота

E: Глутамінова кислота

F: Фенілаланін

G: Гліцин

H: Гістидин

I: Ізолейцин

K: Лізин

L: Лейцин

M: Метіонін

N: Аспарагін

P: Пролін

Q: Глутамін

R: Аргінін

S: Серин

T: Треонін

V: Валін

W: Триптофан

Кодований геном білок за функціями належить до трансфераз, кіназ. 
Білок має сайт для зв'язування з АТФ, нуклеотидами. 
Локалізований у цитоплазмі.